# Vrané nad Vltavou
Vrané nad Vltavou er en landsby i det centrale Böhmen i Tjekkiet. Landsbyen ligger syd for Prag på højre side af Vltava (Moldau) i et stærkt kuperet område. Det laveste punkt mod øst ved floden og færgelejet er 190 meter over havet og det højeste, højdedraget Chlunik, 330 meter. Vrané nad Vltavou er også navnet på kommunen, som ligger i distriktet Prag-Vest
Landbyen består af to historiske bebyggelser Skochovice (2/3 af området) og Vrané (1/3 af område). I 1997 dækkede landsbyen 416 hektar med 650 huse og 2.408 faste beboere. Området er et populært ferieområde med 568 fritidshuse. 

## Historie
Skochovice er første gang nævnt i år 993 i et dokument om, at landsbyen tilhørte Břevnov kloster. Siden skiftede området ejer mange gange til forskellige klostre. Efter at livegenskabet var ophævet i 1848 gav en østrigsk lov af 5. marts 1862 landsbyen ret til at oprette sin egen kommunalbestyrelse, hvilket skete i 1864, hvor man besluttede det administrative navn Vrané nad Vltavou for de to landbyer. I 1890 havde Skochovice 240 indbyggere og Vrané 631. I 1943 var det samlede indbyggertal vokset til 1.890
Den moderne udvikling nåede sent til Vrané nad Vltavou. Landsbyen fik elektricitet i 1943. Efter 1945 byggede man beboelsesejendomme med asfaltering af nogle veje, men alligevel faldt indbyggertallet, idet indbyggerne flyttede til det nærliggende Prag. Efter 1989 gav den økonomiske udvikling nye muligheder. Byen er blevet kloakeret og der er bygget et rensningsanlæg. Samtidig er byen blevet forsynet med drikkevand. Først i 1997 havde landbyen alle moderne faciliteter. Byen har grundskole, to købmænd og en beværtning.

## Industri
I 1836 oprettedes en papirfabrik i Vrané nad Vltavou, som i de første mange årtier havde en væsentlig produktion, bl.a. papiret til de østrig-ungarske pengesedler. Fabrikken havde siden en omskiftelig historie. Den blev senest renoveret i 1965, men fra år 2000 begyndte en reduktion af produktionen og dele af bygningen blev anvendt til andre formål. Naturkatastrofen med den store oversvømmelse i 2002 satte en fuldstændig stopper for papirproduktionen, maskinerne er enten solgt til andre formål eller solgt som skrot.
Planen om et bygge et kraftværk i Vrané nad Vltavou til produktion af elektricitet blev fuldført i 1936. På det tidspunkt var der bygget en dæmning, som opstemmede en sø, der er 13 kilometer lang. Samtidig blev der bygget to sluser. Værket, som har to turbiner, er stadig er i drift og producerer 7 MW med et gennemløb på 90 kubikmeter vand i sekundet pr. turbine. Naturkatastrofen og oversvømmelsen i 2002 berørte også kraftværket, men det var kun kort tid ude af drift.

## Jernbane
Vrané nad Vltavou er en station på jernbanelinjen Prag - Čerčan / Dobříš, 34 kilometer fra Dobris. Jernbanelinjen, som ikke er elektrificeret, løber i dalen langs floden Vlatava. Stationen blev åbnet i 1897 og bygningen blev renoveret i 2006.